# Hello Quo!
Hello Quo! è un film-documentario pubblicato dal gruppo inglese Status Quo nell'ottobre del 2012.

## Il DVD
Disponibile, nell'edizione per collezionisti, su doppio supporto DVD o Blue Ray, costituisce un riconoscimento alla carriera degli Status Quo, uno dei gruppi più longevi del rock inglese, di cui proprio nel 2012 ricorre il cinquantennale dalla fondazione.
Il primo disco contiene un ampio documentario di oltre due ore e mezza sulla storia del gruppo, con immagini inedite, filmati anche rari o inediti tratti da concerti, interviste sia ai membri del gruppo (compresi quelli della formazione originale non più facenti parte della band, appositamente convocati per l'occasione), sia a noti personaggi del mondo della musica rock quali Brian May (Queen), Kenney Jones (The Who), Andy Scott (Sweet), James Lea (Slade), Steve Diggle (Buzzcocks), Joe Brown, Scott Gorham e Ricky Warwick (Thin Lizzy), Jeff Lynne (Electric Light Orchestra), Midge Ure (Ultravox), Paul Weller (The Jam e Style Council), Cliff Richard, Joe Elliott (Def Leppard).
Nel secondo disco, invece, è contenuta, oltre a svariati incontri e interviste, l'intera prima jam session musicale tenuta dalla storica formazione originale ritrovatasi dopo oltre 30 anni di separazione alla fine del 2011.
Non sono presenti sottotitoli in italiano.
Il lavoro approda al 1º posto delle classifiche video inglesi.

## Tracce

### Tracce disco 1
1. Documentario - Storia della band - 2 h. 35 min. -

### Tracce disco 2
1. Francis Interview Brighton
2. Hailing Island
3. Purley Extras
4. Quo Shepperton Final Cut (jam session della formazione originale)
5. Rick & Francis Interview
6. Quo Director's Interview (intervista al regista Alan G. Parker)

## Formazione
- Francis Rossi (chitarra solista, voce)
- Rick Parfitt (chitarra ritmica, voce)
- Andy Bown (tastiere)
- John 'Rhino' Edwards (basso, voce)
- Matt Letley (percussioni)